# Rien n'est écrit
Rien n’est écrit is een studioalbum van de Britse zanger Murray Head. Zijn vorig album Tête à Tête was kennelijk succesvol want dit album werd meteen uitgegeven door een van de grote platenlabels Sony BMG. Het album bevat liedjes geschreven door derden en hemzelf. Het is opgenomen in verschillende geluidsstudios waaronder de Studio Scene on Sea in Parijs. Het album is Franstalig met uitzondering van de tracks 5, 12 en 14.

## Musici
De musici verschillen van lied tot lied:
- Murray Head – zang,
- Phil Palmer, Tony Pereyra, Umberto de Martino, Jean Phillipe Hann – gitaar
- Geoff Richardson – strijkinstrument
- Peter Gordino, Philippe Laurent – toetsinstrumenten
- Patrick Dupont, Alexandre Quagebeur – basgitaar
- Gilles Luka – allerlei instrumenten waar nodig
- Annie Whitehead – trombone op 5
- Guy Fahy – bandoneon op 8
- Fred Chaperon – slagwerk
- Jennifer Maidman – alle instrumenten op 9
- Sophie Head – zang op 10
- Benoit Henriot – piano op 13

## Composities
1. Latitudes pour lassitude (4:11)
2. Rien n'est éctrit (3:10)
3. Le silince est d'or (3:24)
4. Qui sait... (3:40)
5. Now and forever (2:58)
6. India song (3:59)
7. Le sud (4:51)
8. Des funambules (3:09)
9. Impossible amant (4:15)
10. Elle l'attendra (3:39)
11. Tournent les vents (3:39)
12. So sad (to watch good love go bad)(3:10)
13. Quand tu t'en iras (1:56)
14. Never too late to change (3:16)